# 加薩山 (秘魯)
10°09′50″S 76°54′45″W / 10.16389°S 76.91250°W
加薩山（Gasha），是秘魯的山峰，位於安卡什大區和瓦努科大區，由帕克利翁區和克羅帕爾卡區負責管轄，屬於瓦伊瓦什山脈的一部分，海拔高度4,880米。